# Karl Hamann
Karl Otto Hamann (ur. 4 marca 1903 w Hildesheimie, zm. 16 czerwca 1973 w Monachium) – niemiecki polityk, przewodniczący Liberalno-Demokratycznej Partii Niemiec (1948–1952), minister handlu i aprowizacji NRD (1948–1952).

## Życiorys
W latach 1922–1927 studiował nauki rolnicze w Hohenheim, Bonn i Berlin, pracował jednocześnie jako urzędnik. W okresie III Rzeszy prowadził własne gospodarstwo rolne w Turyngii. W 1946 przystąpił do Liberalno-Demokratycznej Partii Niemiec, do 1952 sprawując funkcję jej prezesa w Turyngii. W 1948 został wybrany przewodniczącym ogólnokrajowym LDPD, a w 1949 zatwierdzony w tej funkcji wraz z Hermannem Kastnerem jako współprzewodniczącym. W latach 1946–1950 posłował do landtagu w Erfurcie, a od 1949 wykonywał mandat do Izby Ludowej. Jednocześnie od 1949 sprawował funkcję ministra handlu i aprowizacji. W grudniu 1952 został aresztowany, przetrzymywany w więzieniu Stasi w Berlin-Hohenschönhausen (1952−1954) i oskarżony o sabotaż, pozbawiony funkcji partyjnych i państwowych i w 1954 skazany na 10 lat więzienia. W październiku 1956 został ułaskawiony i zwolniony. W 1957 uciekł do RFN.
Został pochowany w Bad Godesberg. W sierpniu 1991 sąd krajowy w Berlinie zadecydował o jego rehabilitacji. Jego imieniem nazwano związaną z FDP fundację działającą w Brandenburgii.